# 아푸소조아
아푸소조아(Apusozoa)는 편모충류 원생동물의 일부 속을 포함하고 있으며 하나의 생물 문(門)으로 기술한다. 보통 크기는 약 5-20 μm 정도이며, 땅 속과 수생 서식지에서 박테리아를 먹고 산다. 세포의 등쪽 표면 아래에 일종의 유기질 외피 또는 포막의 존재를 기반으로 함께 모여 있다.

## 분류
3개 목으로 분류한다.
| 명칭           | 속명                                         | 편모   | 미토콘드리아 크리스타 |
| -------------- | -------------------------------------------- | ------ | --------------------- |
| 아푸소모나스류 | 아푸소모나스속 및 아마스티고모나스속..       | 쌍편모 | 관 모양               |
| 안키로모나스류 | 안키로모나스속                               | 쌍편모 | 평평한 모양           |
| 헤미마스틱스류 | 헤미마스틱스속, 스피로네마속, 스테레오네마속 | 다편모 | 관 모양               |

만타모나스속(Mantamonas)을 포함시키기도 한다.

## 참고 문헌
- Patterson DJ (1999년 10월). “The Diversity of Eukaryotes”. 《Am. Nat.》 154 (S4): S96–S124. doi:10.1086/303287. PMID 10527921.